# San Pedro Carchá
San Pedro Carchá är en kommunhuvudort i Guatemala.   Den ligger i departementet Departamento de Alta Verapaz, i den centrala delen av landet, 100 km norr om huvudstaden Guatemala City. San Pedro Carchá ligger 1 278 meter över havet och antalet invånare är 13 332.
Terrängen runt San Pedro Carchá är kuperad åt nordost, men åt sydväst är den platt. Runt San Pedro Carchá är det tätbefolkat, med 297 invånare per kvadratkilometer. Närmaste större samhälle är Cobán, 11,2 km väster om San Pedro Carchá. I omgivningarna runt San Pedro Carchá växer i huvudsak städsegrön lövskog.